# Viejo calavera
Viejo calavera é um filme de drama boliviano de 2017 dirigido e escrito por Kiro Russo. Foi selecionado como representante de seu país ao Oscar de melhor filme estrangeiro em 2018.

## Elenco
- Narciso Choquecallata - Padrino Francisco
- Anastasia Daza López - Grandma Rosa
- Felix Espejo Espejo - Juan
- Israel Hurtado - Gallo